# Zambrano (kommun)
Zambrano är en kommun i Colombia.   Den ligger i departementet Bolívar, i den norra delen av landet, 600 km norr om huvudstaden Bogotá. Antalet invånare är 11 110. Arean är 302 kvadratkilometer.
Terrängen i Zambrano är platt.